# جو یه کسی
جو یه کسی (به انگلیسی: Joe Somebody) فیلمی محصول سال ۲۰۰۱ و به کارگردانی جان پسکوئن است. در این فیلم بازیگرانی همچون تیم آلن، جولی بوون، کلی لینچ، گرگ گرمن، هیدن پنیتیر، جیم بلوشی، پاتریک واربرتون، کن مارینو، رابرت جوی، تینا لیفورد و جسی ونتورا ایفای نقش کرده‌اند.